# بئر كندوز
بئر كندوز هي جماعة قروية تقع في إقليم أوسرد بجهة الداخلة وادي الذهب في المغرب، وهي تمتد على مساحة 521 9 كلم مربع، ويحدها من الشرق جماعة تيشلا، ومن الغرب المحيط الأطلسي، ومن الشمال جماعة إمليلي، ومن الجنوب موريتانيا، ويبلغ عدد سكانها 4625 نسمة، حسب الإحصاء العام للسكان والسكنى لسنة 2014.
وتعتبر بئر كندوز آخر تجمع عمراني قبل الوصول للمركز الحدودي الكركرات، ورغم أنها جماعة قروية فهي تتوفر على بنية تحتية شبه حضرية، حيث تُعتبر بئر كندوز عاصمة لإقليم أوسرد وبدأ الشروع في إعمارها لتكون كمدينة ومركز حضاري في المستقبل، وقد أصبحت تتوفر الآن على بنايات إدارية عمومية لتقريب الإدارة من المواطنين، وبنايات وتجهيزات أخرى خاصة بقطاعات التعليم، الصحة، القطاع البنكي، بالإضافة إلى محطات الوقود والفنادق، لراحة المسافرين والسائقين الذين يعبرون الطريق الوطنية رقم 1 من المغرب نحو موريتانيا والسنغال وباقي الدول الإفريقية. غير أنه لا زالت تُعاني بئر كندوز من قلة السكان، فأغلب سكانها يعيشون بمدينة الداخلة، كما أن مختلف الإدارات تتواجد كذالك بالداخلة، ولتشجيع السكان على الإستقرار بالمنطقة قامت السلطات بإطلاق عدة مشاريع جديدة في مجالات التعليم، والصحة، والرياضة، والكهرباء، والماء الصالح للشرب. بالإضافة إلى مشاريع بناء العديد من الوحدات السكنية الإجتماعية قصد تشجيع السكان للإستقرار بالمنطقة.

## تاريخ
أحدثت جماعة بئر كندوز بموجب المرسوم رقم 2.79.659 بتاريخ 20 غشت 1979 المغير والمتمم للمرسوم رقم 2.73.416 بتاريخ 14 غشت 1973 المتعلق بإحداث وتعداد الدوائر والقيادات والجماعات الحضرية والقروية للمملكة المغربية.

## التعليم
قائمة المؤسسات التعليمية في بئر كندوز:
- مدرسة بئر كندوز
- إعدادية الوحدة
- ثانوية تيرس

## النقل والطرق
يمكن الوصل إلى بئر كندوز من خلال رحلات يومية للحافلات، تربط بين الداخلة والمركز الحدودي الكركرات وتمر عبر بئر كندوز.

## الصحة
تم انشاء مركز صحي حضري اسمه المركز الصحي لبئر كندوز لاجل الساكنة المقيمة بهذه المنطقة.

## محمية الصفية
محمية الصفية هي محمية طبيعية تم إنشائها على تراب جماعة بئر كندوز للحفاظ على الوحيش الصحراوي، داخل منظومته البيئية والطبيعية والأصلية بعد أن كان مهددا بالانقراض والصيد غير المشروع. وتضم المحمية أنواعاً من الحيوانات مهددة بالانقراض كغزال المهر، ومها أبوعدس، والنعام أحمر الرقبة.